# マンデルブロ (小惑星)
マンデルブロ (27500 Mandelbrot) は、小惑星帯に位置する小惑星である。2000年4月12日にイタリア系アメリカ人の天文家パオロ・G・コンバがプレスコット天文台で発見した。
フラクタルを創始したフランス系アメリカ人の数学者、ブノワ・マンデルブロに因んで命名された。